# Рипли, Джордж (проповедник)
Джордж Рипли (3 октября 1802, Гринфилд, штат Массачусетс — 4 июля 1880, Нью-Йорк) — американский общественный деятель, унитарианский проповедник, социалист-утопист, писатель, журналист, публицист и философ, связанный с трансцендентализмом. Он был основателем недолговечной утопической общины Брукфарм в городе Уэст-Роксбери, штат Массачусетс.

## Биография

### Учёба и церковное служение
По требованию отца Джордж поступил в Гарвардский колледж, который окончил в 1823 году. Затем он закончил учёбу в Гарвардской школе богословия, а в следующем году женился на Софии Дане. Вскоре он стал рукоположен в качестве священника в Бостоне, штат Массачусетс. Проповедовал в местной церкви в 1826—1841 годах, однако, несмотря на прогрессивность позиций традиционной унитарианской веры, начал в ней сомневаться и в итоге отказался от сана.

### Трансцендентализм и коммуна Брукфарм
Стал одним из основателей Трансценденталистского клуба, первое официальное заседание которого прошло в его доме. Уйдя из церкви, решил реализовать свои трансценденталистские убеждения на практике путём создания экспериментальной коммуны. В 1841 году они с женой на паевых началах создали близ Бостона на участке площадью 200 акров (80 га) колонию Брукфарм. Под влиянием фурьериста Альберта Брисбена к 1844 году она стала «фалангой земледелия, кустарной промышленности ремесла», когда была преобразована на основе утопически-социалистической модели фаланстера Шарль Фурье и стала центром пропаганды его идей в США.
Среди участников коммуны преобладали представители интеллигенции, значительно меньше было рабочих и фермеров. Основной своей задачей организаторы коммуны Брукфарм считали замену эгоистической конкуренции системой братской кооперации. Коммуна гарантировала каждому участнику жилое помещение, средства к жизни, бесплатное образование и медицинскую помощь. Рабочий день в коммуне (в полях или мастерских) длился 10 часов, а свой досуг члены коммуны посвящали самообразованию, занятиям наукой, литературой, музыкой, играм и танцам. С Брукфарм был связан американский поэт и философ-трансценденталист Ральф Эмерсон и писатель Натаниель Готорн.
Рипли переводил и издавал в США произведения Анри Сен-Симона и Шарля Фурье, в 1845—1849 годах вёл еженедельник фурьеристского толка «Харбингер» (Harbinger). Однако сама колония распалась в 1846 году после пожара. 

### Журналист и редактор энциклопедии

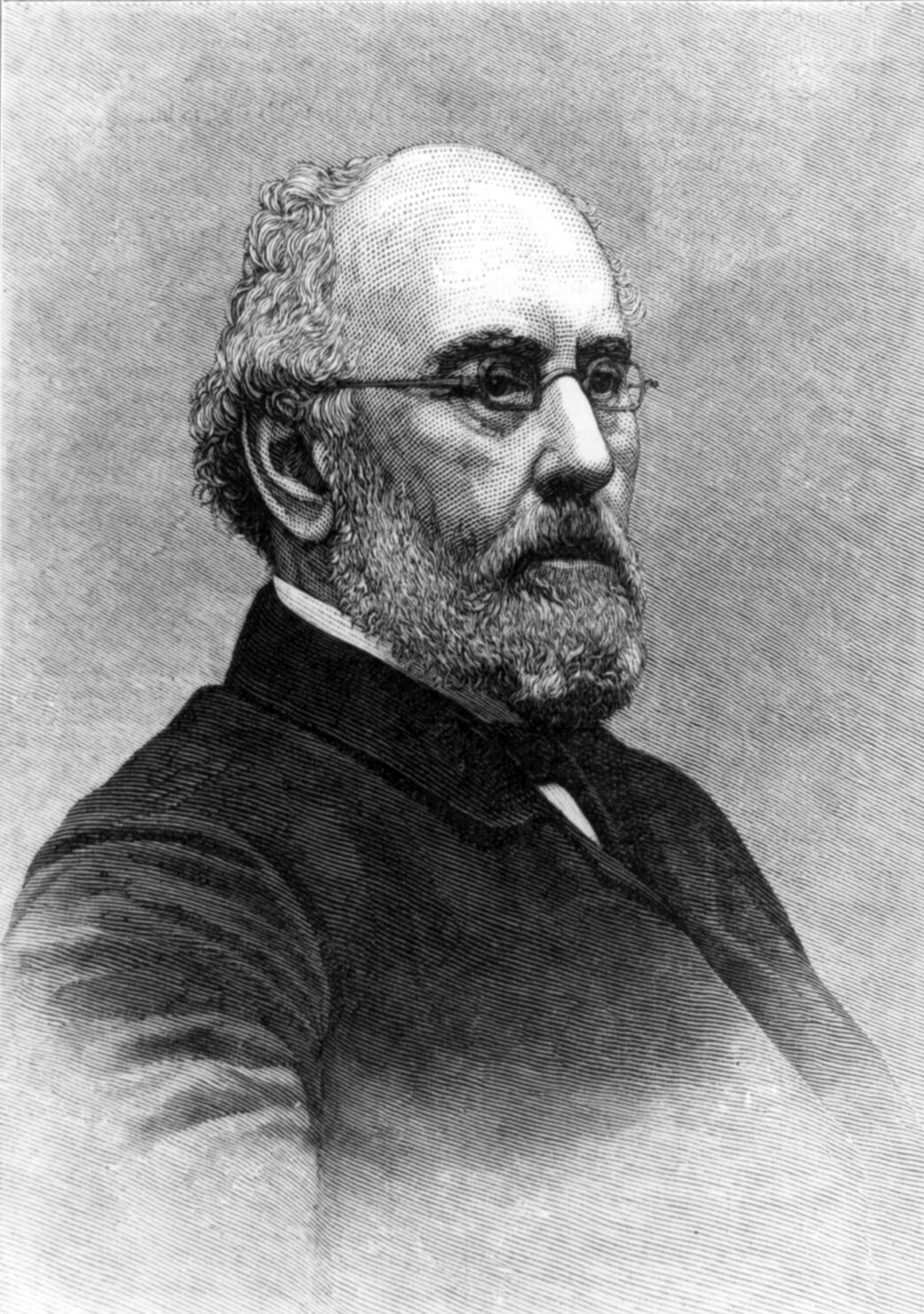
Рипли в 1880 году

После провала коммуны Рипли был привлечён Хорасом Грили для работы в «Нью-Йорк дейли трибьюн» (New York Daily Tribune). Вместе со своим соратником по Брукфарму и ближайшим помощником Грили, Чарльзом Андерсоном Даной, он был соредактором «Новой американской циклопедии» (для которой писал и Карл Маркс), что сделало его финансово успешным. К моменту своей смерти в 1880 году он завоевал общенациональное признание в качестве арбитра литературных вкусов американской публики.
Среди его сочинений: «Discourses of the philosophy of religion» (1839), «Letters to Andrew Norton on the latest form of infidelity» (1840), «Handbook of the litterature and the fine-arts» (1854, вместе с Баярдом Тэйлором).